# Barx
Barx (em valenciano e oficialmente) ou Bárig (em castelhano) é um município da Espanha na província de Valência, Comunidade Valenciana. Tem 16,1 km² de área e em 2021 tinha 1 354 habitantes (densidade: 84,1 hab./km²).

## Demografia
| Variação demográfica do município entre 1991 e 2004 | Variação demográfica do município entre 1991 e 2004 | Variação demográfica do município entre 1991 e 2004 | Variação demográfica do município entre 1991 e 2004 |
| --------------------------------------------------- | --------------------------------------------------- | --------------------------------------------------- | --------------------------------------------------- |
| 1991                                                | 1996                                                | 2001                                                | 2004                                                |
| 995                                                 | 1203                                                | 1207                                                | 1423                                                |